# Marie-Hélène Sajka
Marie-Hélène Sajka (* 13. September 1997 in Nancy, Frankreich) ist eine französische Handballspielerin, die für den französischen Erstligisten OGC Nice Côte d’Azur Handball aufläuft.

## Karriere

### Im Verein
Marie-Hélène Sajka begann das Handballspielen in der französischen Gemeinde Pagny-sur-Moselle. Später wechselte die Rückraumspielerin zu Metz Handball. In der Saison 2015/16 lief die Linkshänderin erstmals für die Damenmannschaft von Metz Handball in der höchsten französischen Spielklasse auf, in der sie in neun Spielen insgesamt vier Tore warf. Mit Metz gewann sie 2016, 2017 und 2018 die französische Meisterschaft sowie 2017 den französischen Pokal. In der Saison 2018/19 wurde sie an dem Ligakonkurrenten Toulon Saint-Cyr Var Handball ausgeliehen. In der Saison 2021/22 stand sie bei Paris 92 unter Vertrag. Anschließend wechselte sie zum dänischen Erstligisten Nykøbing Falster Håndboldklub. In der Saison 2022/23 stand sie mit Nykøbing Falster Håndboldklub im Finale der EHF European League. Ab dem Sommer 2023 stand Sajka beim französischen Erstligisten Neptunes de Nantes unter Vertrag. Im Sommer 2024 wechselte sie zum Ligakonkurrenten OGC Nice Côte d’Azur Handball.

### In der Nationalmannschaft
Sajka lief anfangs für die französische Jugend- sowie für die Juniorinnennationalmannschaft auf. Mit diesen Auswahlmannschaften nahm sie an der U-17-Europameisterschaft 2013, an der U-18-Weltmeisterschaft 2014 und an der U-19-Europameisterschaft 2015 teil.
Marie-Hélène Sajka bestritt am 15. Juni 2017 ihr Debüt für die französische Nationalmannschaft gegen Norwegen. Zwei Tage später lief sie erneut gegen Norwegen auf. In diesen beiden Spielen warf sie drei Tore. Sajka gehörte in der Vorbereitung auf die Europameisterschaft 2020 dem französischen Kader an, jedoch wurde sie letztendlich nicht vom Nationaltrainer Olivier Krumbholz für die EM nominiert.